# マリニ22歳パラヤンコッタイ
『マリニ22歳パラヤンコッタイ』（、英語：Malini 22 Palayamkottai、タミル語：மாலினி 22 பாளையங்கோட்டை）は、2014年に製作されたインド映画。
同じインドで2012年に制作されたマラヤーラム語の映画22歳女性コッタヤムをタミル語でリメイクした作品である。

## ストーリー
本作の主人公マリニはベンガルールの看護学生。キャリアアップのため、カナダのトロントへの渡航を計画していた。
カナダ渡航へのビザ取得のため準備していたところ旅行代理店に勤めるヴァルンと出会い2人は恋愛関係となる。
ある日、パブでマリニに対して手を出しだ男に対してヴァルンは報復として暴行をしてしまい、その男の復讐から逃れるため自身の上司であるプラカシュを頼る事になる。
プラカシュはヴァルンの家に滞在した際に、ヴァルンの彼女であるマリニに対して性的暴行を行い、マリニはその復讐としてプラカシュの殺害を計画。
しかし殺害計画は実現せず、逆にプラカシュはヴァルンを実行者として使いマリニを麻薬所持の冤罪に陥れる事に成功。マリニは女子刑務所に入れられてしまう。

## キャスト
役 - 	マリニ
演 - ニティヤ・メネン
役 - 	ヴァルン
演 - クリシュ・J・サタール
役 - 	シャリーニ
演 - ヴィデュレカ・ラマン
役 - 	プラカシュ
演 - ナレシュ